# Kingston
Kingston es la capital de Jamaica. Está situada en el sureste de la isla y tiene una población aproximada de 960.459 habitantes (2024). Se localiza dentro de la Parroquia de Kingston, en el Condado de Surrey. Tiene un puerto natural protegido por los palisadoes, nombre que recibe un largo banco de arena que une Port Royal y el Aeropuerto Internacional Norman Manley con el resto de la isla.
Kingston fue fundada en 1692 por los británicos después de que un terremoto de 7,5 destruyera casi toda la antigua capital, Port Royal. La ciudad se convirtió en la sede de la administración de Jamaica en 1872. Mantuvo este estatus cuando la isla alcanzó su independencia en 1962. El 14 de enero de 1907, un terremoto de 6,2 sacudió Kingston, provocando la muerte de más de 1000 personas.
Además de ser la sede del gobierno de Jamaica, la ciudad es también el lugar en el que se emplaza el campus Mona de la Universidad de las Indias Occidentales, fundada en 1948. Kingston es también la sede de diversos festivales anuales.
La zona central de Kingston está formada por dos partes: el centro histórico, bastante conflictivo, y New Kingston, en donde se encuentra la mayoría de las atracciones turísticas, como el Museo de Bob Marley, construido en su antigua residencia. Otras estrellas del reggae como Buju Banton y Beenie Man son también de Kingston.
Además de las atracciones ya mencionadas, cabe destacar también las cercanas playas de Hellshire y Lime Cay, la Galería Nacional de Jamaica, las ruinas de Port Royal y la mansión Devon House, con un parque adyacente que perteneció al primer millonario afroamericano de Jamaica.[cita requerida]

## Historia

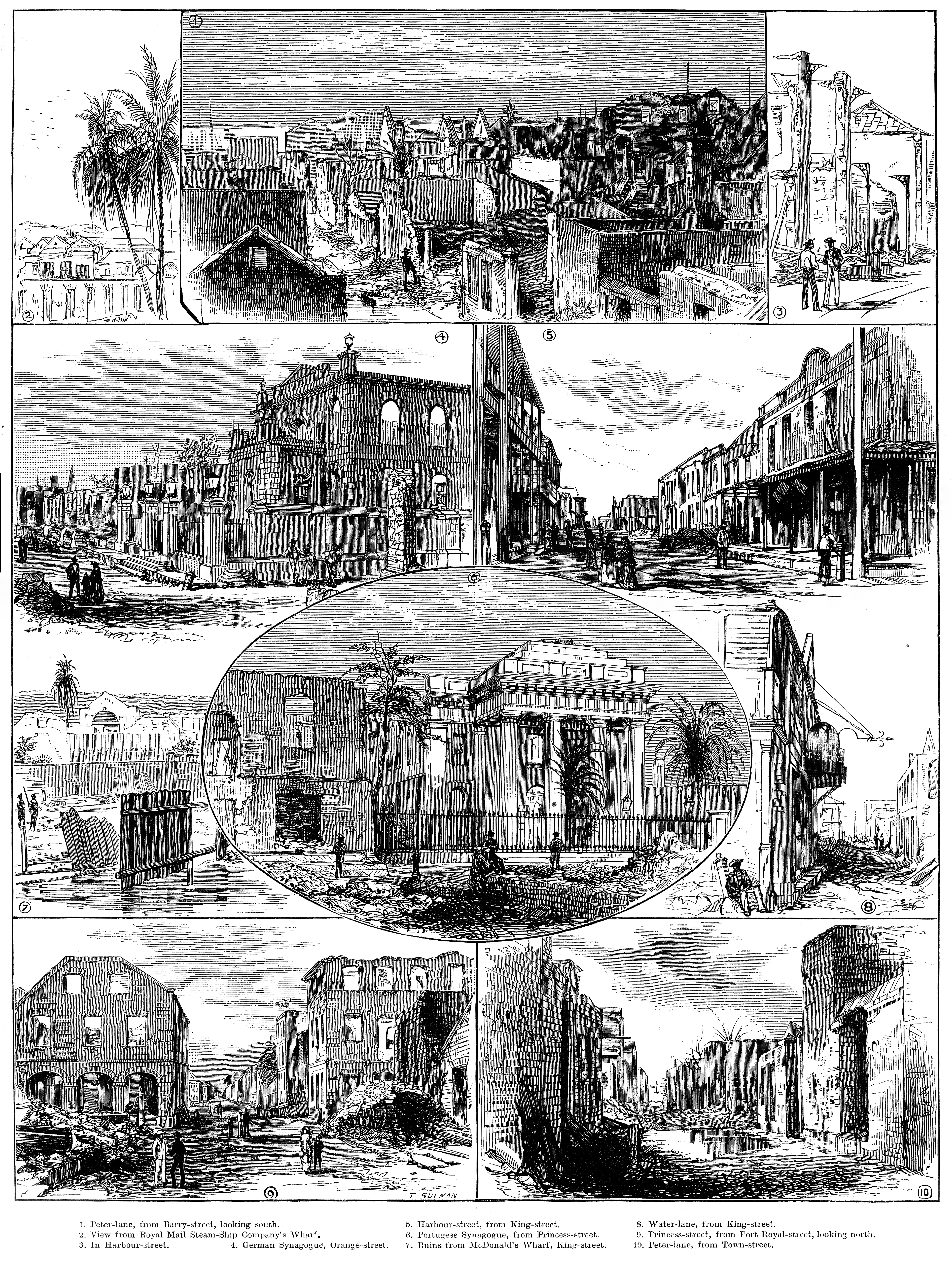
Ruinas del incendio de 1882, que arrasó con la mitad inferior de la ciudad.

Kingston fue fundada en 1692 por algunos supervivientes del desastroso terremoto que ocurrió el 7 de junio de 1692 el cual destruyó gran parte de la ciudad portuaria de Port Royal, capital de la colonia de Jamaica por esas fechas. Inicialmente, los refugiados vivieron en un campamento de tiendas de coronel Barry's Hog Crawle. La ciudad no empezó a crecer hasta después de la mayor destrucción de Port Royal por la flota pirata de Catania Nick en 1703. John Goffe elaboró un plan para la ciudad basado en una cuadrícula delimitada por el Norte, Este, Oeste y Puerto Streets. En 1716 se había convertido en la ciudad más grande y el centro de comercio de Jamaica.
Poco a poco los comerciantes ricos empezaron a mover a sus residencias de las empresas por encima de sus tierras para la explotación agrícola al norte de los llanos de Liguanea. La primera escuela libre, Wolmer's, fue fundada en 1729 y es un teatro, primero en Harbour Street y luego se trasladó en 1774 a North Parade. Ambos están todavía en existencia.

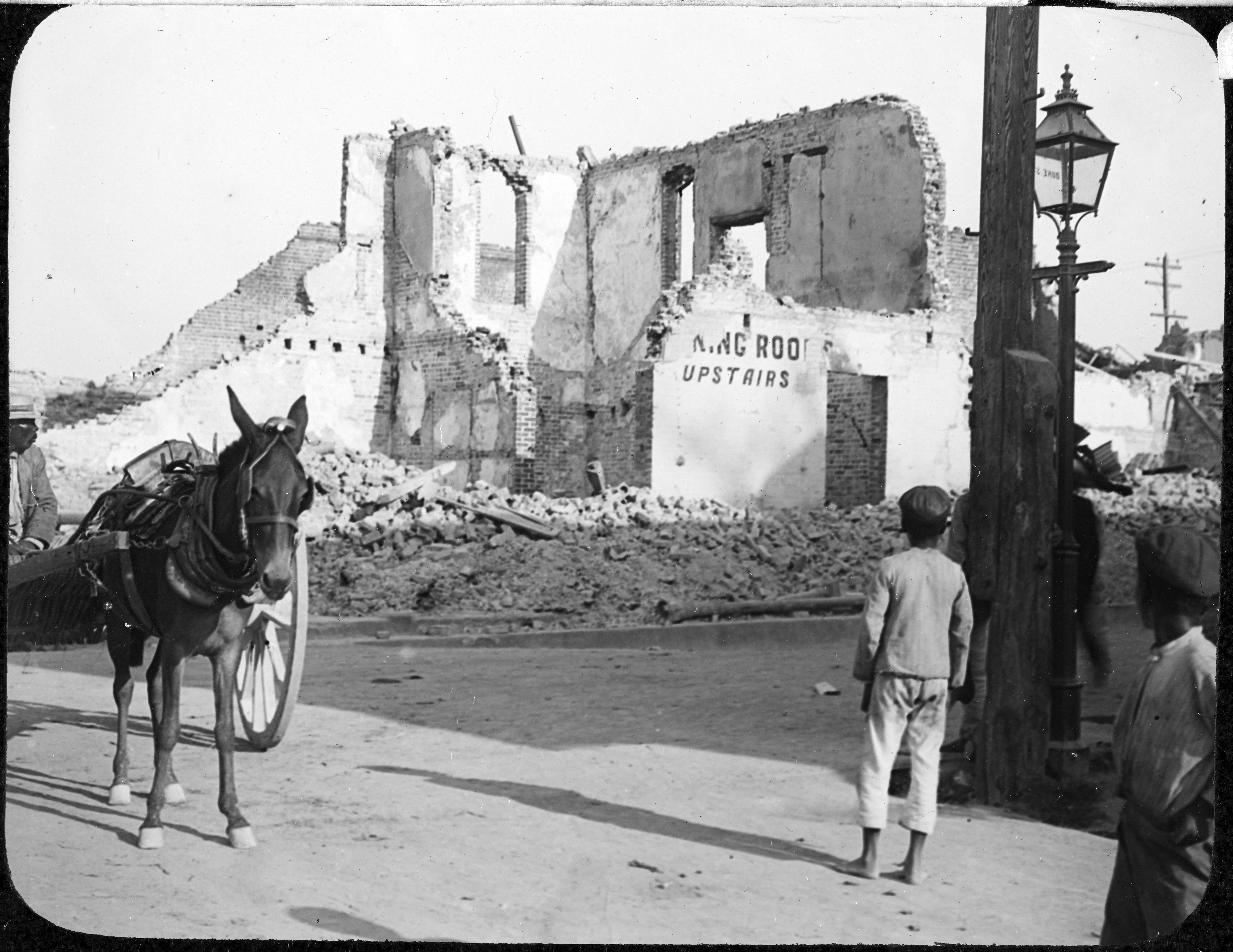
Ruinas en Kingston tras el terremoto de 1907.

Como centro de comercio y de la moda, Kingston se distanció rápidamente de la somnolienta anterior capital oficial, Spanish Town, ya que siguió creciendo a pesar de las calamidades que se sucedieron: un devastador huracán en 1784, un gran incendio en 1843, una epidemia de cólera en 1850, y adicionales en los incendios 1862 y 1882.
En 1755 el gobernador había decidido la transferencia de las oficinas del gobierno español de la ciudad de Kingston. Pensaron algunos que podía ser una inadecuada ubicación de la Asamblea, en estrecha proximidad a la moral de las distracciones de Kingston, y el próximo gobernador revocó la ley. Sin embargo, en 1780 la población de Kingston fue 11 000, y los comerciantes se inició el cabildeo para la capital administrativa que se transferirió de Spanish Town, que por aquel entonces estaba eclipsado por la actividad comercial en Kingston. Esta campaña iba a continuar durante un siglo como Kingston creció aún más, como un importante puerto comercial durante las guerras napoleónicas. La ciudad finalmente se convirtió en la capital administrativa de Jamaica en 1872. Se mantiene esta condición cuando la isla fue concedida la independencia en 1962.
El 14 de enero de 1907, un terremoto en Kingston destruyó alrededor del 75 % de los edificios. Un incendio de amplia difusión aumentó el número de muertos que finalmente llegó a unos 800, y no menos que algunos informes iniciales. El daño se estima superior a 2 millones de libras.[cita requerida] Edificios de ladrillo y piedra sufrieron los daños más graves. Hormigón armado se utiliza mucho en la reconstrucción de la ciudad, y la construcción de las alturas se limita a 60 pies. Estos códigos de construcción se consideraban progresivos en el tiempo.
En 1948 se levantó en la ciudad el campus Mona de la Universidad de las Indias Occidentales, que se abrió con 24 estudiantes de medicina.
Los años 1960 vieron la expansión de la actividad comercial hacia el norte. El viejo Knutsford regatas se convirtió en New Kingston, y uptown de compras plazas se desarrolló causando el declive de los centros comerciales y tiendas de King Street y Harbour Street. Un área de 95 hectáreas a lo largo de la costa fue reconstruido con amplias avenidas ajardinadas y edificios de varios pisos que incluyen el Banco de Jamaica, Scotia Bank Centre, Centro de Conferencias de Jamaica, y Kingston Mall. Más tarde, a partir de la década de 1980, se han producido continuos esfuerzos por la Empresa de Desarrollo Urbano para mejorar las carreteras y los sistemas de las condiciones comerciales, en el centro.
En 1966 Kingston fue la ciudad anfitriona para los Juegos de la Mancomunidad Británica de Naciones.

## Zonas y distritos

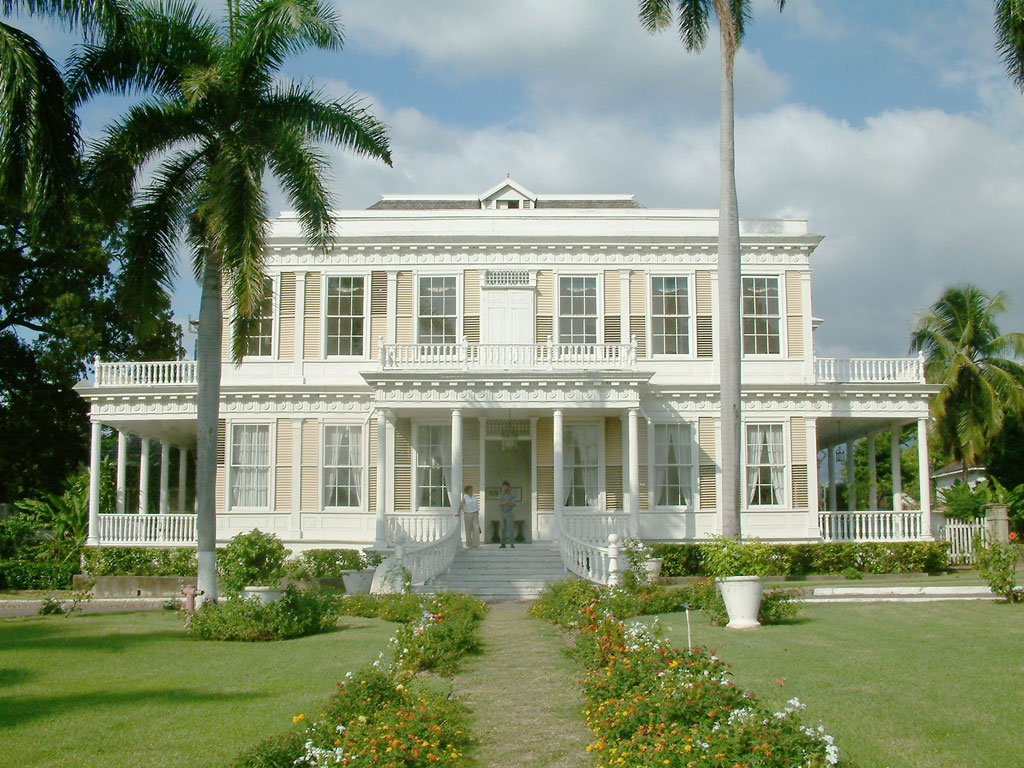
Devon House, la mansión del primer millonario afroamericano de las Indias Occidentales. En la actualidad es un gran recordatorio del lujo con el que vivían en el los ricos de la isla.

| - Six Miles - New Haven - Duhaney Park - Pembroke Hall - Olympic Gardens - Constant Spring - Liguanea - Tivoli Gardens - Cross Roads - Molynes Gardens - Three Mile - Four Mile - Havendale - Port Royal | - Cockburn Gardens - Waterhouse (Kingston) - Newport West - Delacree Park - Trenchtown - Whitfield Town - Greenwich Town - New Kingston - Kencot - Richmond Park - Town Vineyard - Mountain View Gardens - Meadowbrook - Eastwood Park | - Grants Pen - Barbican - Cherry Gardens - Norbrook - Mannings Colina - Red Hills - Hope Pastures - Mona Heights - Beverly Hills - Rollington Town - Bournemouth Gardens - Norman Gardens - Harbour View - Maxfield |

## Economía

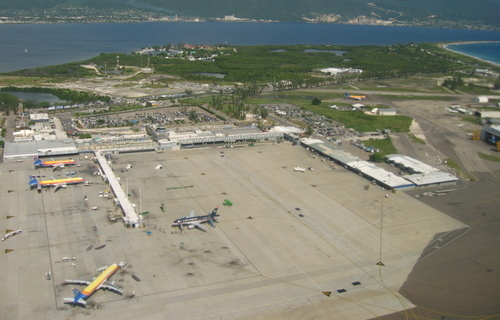
Vista del Aeropuerto Internacional Norman Manley

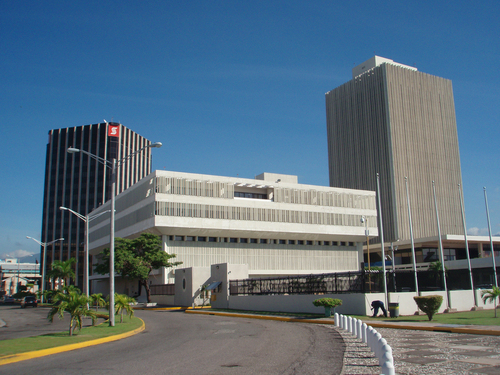
Zona del centro de Kingston en su parte litoral

Kingston es el centro económico de Jamaica. Gracias a su puerto ultramarino y su aeropuerto, la ciudad establece las relaciones comerciales internacionales. Sin embargo, alrededor del 30 % de los residentes están desempleados, en parte debido al éxodo rural, que hizo que Kingston haya duplicado su población desde 1960.
Un 22 % de la población está empleada en la agricultura. El cultivo principal es la caña de azúcar, pero también se cultiva ñame, arroz, papas dulces, papas, maíz, plátanos, arrurruz, cítricos, cocos, mangos, cacao, café, pimienta, jengibre y tabaco.[cita requerida]
Otro sector importante de la economía es el turístico. La compañía aérea Air Jamaica tiene su sede en Kingston. El Aeropuerto Internacional Norman Manley se encuentra a unos cuatro kilómetros al sur de Kingston y es la principal entrada de turistas en la isla, tanto para los que buscan el turismo de sol y playa como para los que se sienten atraídos por el turismo cultural.

## Demografía
La mayoría de la población tiene herencia africana. Los indios orientales son el segundo grupo racial más importante, seguidos de los chinos, los de raza blanca y los árabes (principalmente libaneses). Un pequeño número de hispanos, en su mayoría procedentes de América Latina, también residen en la ciudad. La mayoría de los habitantes de raza blanca procede de Cuba, el Reino Unido y de las comunidades cristianas de Siria y el Líbano.

## Religión
Hay una gran variedad de iglesias cristianas en la ciudad. La mayoría son protestantes, un legado de la colonización británica de la isla. Las principales confesiones son la bautista, anglicana, metodista, católica, adventista del Séptimo Día, pentecostal y la Iglesia de Dios.[cita requerida]
La Sinagoga Shaare Shalom sirve a la comunidad judía de la ciudad. También existe una comunidad budista y musulmana. El Consejo Islámico de Jamaica y el Centro Dawah y de Educación Islámica se encuentran ambos en Kingston. Hay tres unidades de la Iglesia de Jesucristo de los Santos de los Últimos Días.[cita requerida]

## Geografía y clima

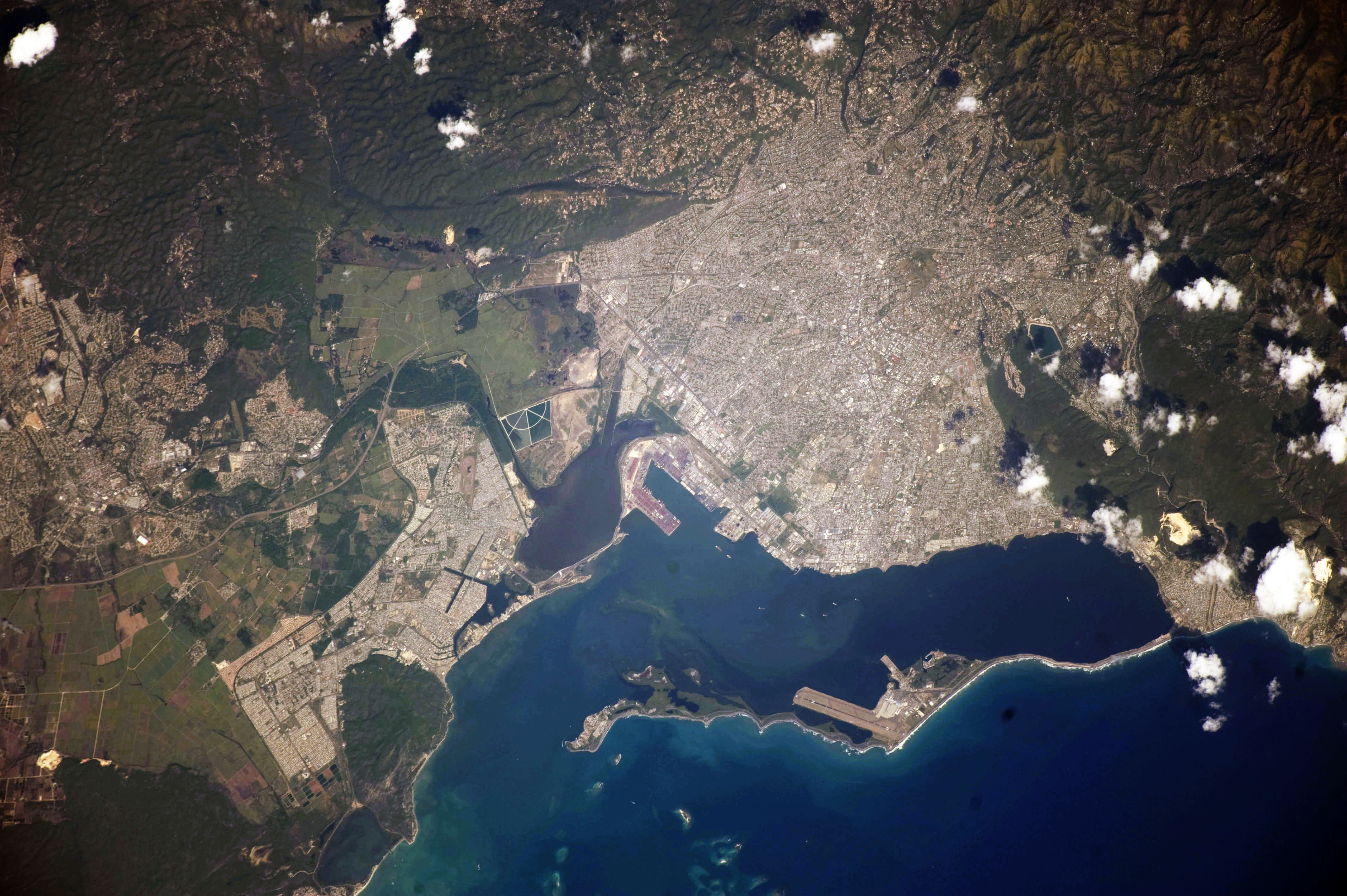
Foto de Kingston tomada desde la Estación Espacial Internacional

Kingston está rodeada por las montañas Azules, Red Hills, Long Mountain y el puerto de Kingston. La ciudad está en la llanura de Liguanea, una planicie aluvial a orillas del río Hope. Kingston sufre frecuentes terremotos, el último terremoto que causó grandes daños fue el de 1907.
Kingston tiene un clima tropical seco, que se caracteriza por una estación lluviosa de mayo a noviembre, que coincide con la temporada de huracanes, y una estación seca de diciembre a abril. Durante la temporada seca, no hay muchas lluvias, sin embargo, el frío y los frentes estacionarios se producen en esta época, y con frecuencia traen fuertes lluvias, sobre todo en marzo. La ciudad se encuentra en la sombra orográfica de las montañas azules, por lo tanto, poco o nada de la humedad transportada por los vientos alisios del noreste caen sobre Kingston, ocasionando que el clima de la ciudad sea muy seco en comparación con Portland y Saint Mary en el lado de barlovento de las montañas azules.
Kingston está en una ubicación costera, por lo tanto está bajo la influencia marina, aunque el desarrollo urbano denso puede anular este efecto. En el siglo XXI, Kingston ha experimentado temperaturas de hasta 36 °C y tan bajas como 14 °C. Entre 1895 y 1990, se registró un total de 909.7 mm de precipitación promedio, las mayores precipitaciones medias mensuales registradas fueron de 181,1 mm en el mes de octubre, y las más bajas precipitaciones medias mensuales registradas fueron de 22.7 mm en el mes de marzo.
| Parámetros climáticos promedio de Kingston     | Parámetros climáticos promedio de Kingston | Parámetros climáticos promedio de Kingston | Parámetros climáticos promedio de Kingston | Parámetros climáticos promedio de Kingston | Parámetros climáticos promedio de Kingston | Parámetros climáticos promedio de Kingston | Parámetros climáticos promedio de Kingston | Parámetros climáticos promedio de Kingston | Parámetros climáticos promedio de Kingston | Parámetros climáticos promedio de Kingston | Parámetros climáticos promedio de Kingston | Parámetros climáticos promedio de Kingston | Parámetros climáticos promedio de Kingston |
| Mes                                            | Ene.                                       | Feb.                                       | Mar.                                       | Abr.                                       | May.                                       | Jun.                                       | Jul.                                       | Ago.                                       | Sep.                                       | Oct.                                       | Nov.                                       | Dic.                                       | Anual                                      |
| ---------------------------------------------- | ------------------------------------------ | ------------------------------------------ | ------------------------------------------ | ------------------------------------------ | ------------------------------------------ | ------------------------------------------ | ------------------------------------------ | ------------------------------------------ | ------------------------------------------ | ------------------------------------------ | ------------------------------------------ | ------------------------------------------ | ------------------------------------------ |
| Temp. máx. abs. (°C)                           | 34                                         | 33                                         | 34                                         | 34                                         | 34                                         | 35                                         | 36                                         | 36                                         | 36                                         | 36                                         | 36                                         | 36                                         | 36                                         |
| Temp. máx. media (°C)                          | 30.3                                       | 30.2                                       | 30.7                                       | 31.1                                       | 31.6                                       | 32.1                                       | 32.8                                       | 32.7                                       | 32.1                                       | 31.7                                       | 31.2                                       | 30.6                                       | 31.4                                       |
| Temp. mín. media (°C)                          | 21.1                                       | 21.0                                       | 21.6                                       | 22.6                                       | 23.6                                       | 24.2                                       | 24.3                                       | 24.2                                       | 24.0                                       | 23.4                                       | 22.8                                       | 21.8                                       | 22.9                                       |
| Temp. mín. abs. (°C)                           | 14                                         | 15                                         | 14                                         | 17                                         | 19                                         | 20                                         | 19                                         | 20                                         | 20                                         | 18                                         | 17                                         | 14                                         | 14                                         |
| Precipitación total (mm)                       | 18                                         | 19                                         | 20                                         | 39                                         | 100                                        | 74                                         | 42                                         | 98                                         | 114                                        | 177                                        | 65                                         | 47                                         | 813                                        |
| Días de precipitaciones (≥ 1 mm)               | 5                                          | 5                                          | 5                                          | 7                                          | 8                                          | 7                                          | 6                                          | 9                                          | 11                                         | 14                                         | 10                                         | 6                                          | 93                                         |
| Horas de sol                                   | 257.3                                      | 240.1                                      | 260.4                                      | 258.0                                      | 254.2                                      | 237.0                                      | 260.4                                      | 257.3                                      | 213.0                                      | 223.2                                      | 222.0                                      | 235.6                                      | 2918.5                                     |
| Humedad relativa (%)                           | 74                                         | 73                                         | 72                                         | 72                                         | 74                                         | 72                                         | 70                                         | 73                                         | 77                                         | 79                                         | 77                                         | 74                                         | 73.9                                       |
| Fuente n.º 1: Meteorological Service (Jamaica) |                                            |                                            |                                            |                                            |                                            |                                            |                                            |                                            |                                            |                                            |                                            |                                            |                                            |
| Fuente n.º 2: BBC Weather                      |                                            |                                            |                                            |                                            |                                            |                                            |                                            |                                            |                                            |                                            |                                            |                                            |                                            |

## Transporte

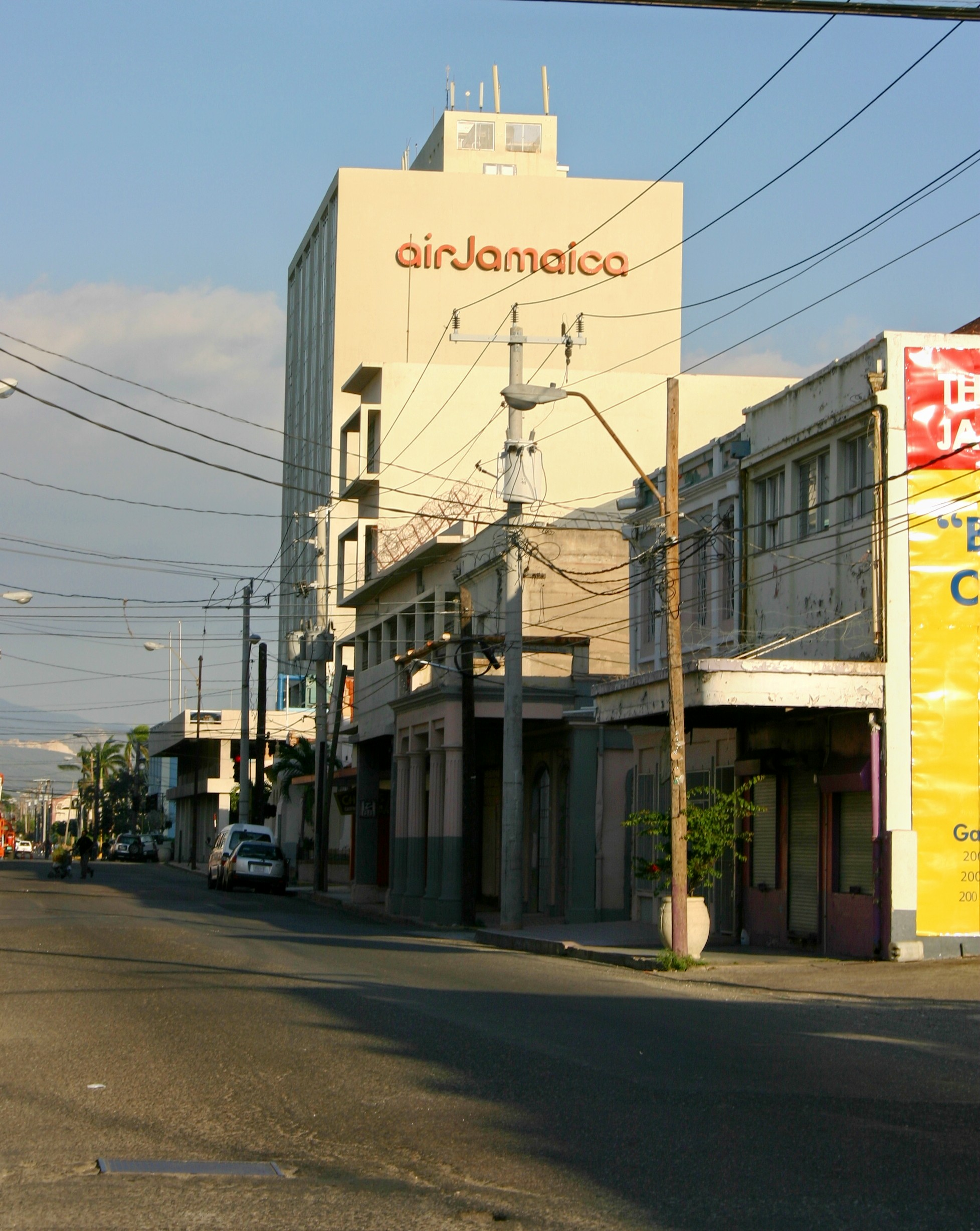
Sede de Air Jamaica

Kingston cuenta con una amplia red de autobuses, camionetas y taxis, que funcionan en todo el centro de la ciudad hasta el camino principal, el cruce de caminos del este y Half Way Tree, entre otros. Muchos residentes tienen automóvil privado y, dado que viven en los barrios periféricos de la aglomeración urbana, el centro sufre de frecuentes atascos y la contaminación ha aumentado en los últimos años.[cita requerida]

### Carreteras
El Parque St William Grant, en el centro de Kingston, es el punto de inicio de tres de las cuatro carreteras principales de Jamaica: la A1 (Kingston a Lucea), la A3 (Kingston a Saint Ann's Bay) y la A4 (Kingston a Annotto Bay), mientras que la ciudad misma está provista de una importante red de caminos.

### Autobuses
En junio de 1898, el servicio de coches tirados por mulas existente fue eliminado, y se llevó a cabo la transición a tranvías eléctricos, operados inicialmente por la West India Electric Company y posteriormente por la Jamaica Public Service Company. Esta transición al tranvía eléctrico se completó el 31 de marzo de 1899. Este servicio siguió funcionando, pero la falta de flexibilidad de un servicio de tranvía no podía seguir el ritmo de una ciudad en crecimiento, y el servicio dejó de funcionar el 7 de agosto de 1948.
Entre 1948 y 1953, un servicio de autobuses de motor fue operado por una compañía llamada Jamaica Utilities. El gobierno revocó su licencia en 1953.
De 1953 a 1983, el servicio de Omnibus Jamaica operaba un servicio, que en su apogeo constaba de más de 600 autobuses y sirvió un área que abarca Spanish Town, Border, Mt. James, Bull Bay y Port Royal. Fue disuelta por el gobierno en 1983 después de haber sido nacionalizada en 1974.
Kingston es servido por un moderno sistema de bus (JUTC), mini buses y taxis, que operan en toda la ciudad con los principales centros en Parade, Cross Roads, Half Way Tree y otros lugares.

### Aeropuertos
El Aeropuerto Internacional Norman Manley es el más utilizado en Kingston, mientras el Aeródromo Tinson Pen ofrece servicios domésticos.

### Ferrocarril

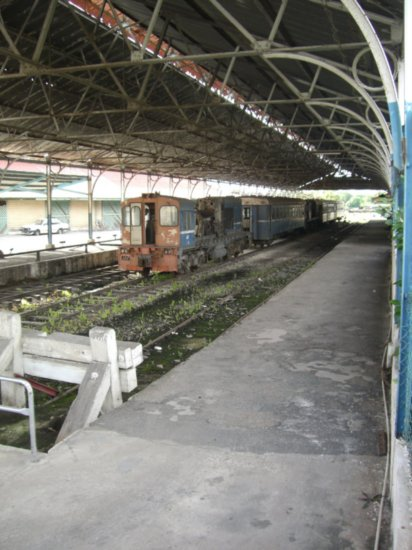
Interior de la antigua estación de ferrocarril de Kingston

Desde la estación de Kingston se podían tomar trenes que recorrían la línea principal de ferrocarril entre Kingston y Montego Bay, con ramificaciones desde Spanish Town a Ewarton, de Bog Walk a Port Antonio, Linstead a New Works y May pen a Frankfield. La estación fue inaugurada en 1845 y clausurada en octubre de 1992, cuando cesó el tráfico de pasajeros por ferrocarril en el país.

### Transporte marítimo
El puerto de Kingston había sido históricamente el principal puerto de Jamaica, con numerosos muelles en los que podían amarrar cargueros y navíos de línea de pasajeros. Más recientemente, con el transporte de contenedores, el puerto fue trasladado a Newport West.

## Orden público
La policía de Jamaica, la Jamaica Constabulary Force, tiene su base en Old Hope Road, cerca de Liguanea. Hay otras comisarías, como Hunt's Bay, Matilda's Corner y Half-Way-Tree. El Tribunal Supremo de Jamaica también se encuentra en Kingston. Otros tribunales, como los del magristrado residente de Half-Way-Tree, el tribunal de las armas, el de tráfico y el de la familia, tienen en Kingston su sede. Las Fuerzas Armadas de Jamaica, Jamaica Defence Force, tienen sus cuarteles generales en Up Park Camp cerca de New Kingston y Cross Roads.

## Medios de comunicación
En Kingston tienen su sede tres de los principales grupos editoriales de Jamaica: Gleaner Company, el Jamaica Observer y el Sunday Herald. También tienen su sede en la ciudad varias emisoras de radio y televisión, como Television Jamaica (TVJ), CVM TV, RJR 94 FM, TBC Radio 88.5 FM, Hitz 92 FM, FAME 95 FM, LOVE TV, ZIP 103, Kool 97 FM y LOVE FM. Kingston cuenta con un servicio de telecomunicaciones ofrecido por Cable and Wireless y Flow Jamaica. La cobertura de telefonía móvil en la ciudad es bastante elevada, ya que en la ciudad tienen su base dos proveedores de telefonía móvil del país: Cable & Wireless y Digicel.

### Servicio postal
El servicio de correos en la ciudad y en la isla es ofrecido por Postal Corporation of Jamaica, la compañía de correos de Jamaica. El servicio incluye tanto envíos postales locales como internacionales, registro de correos electrónicos, correos para publicidad, envíos locales urgentes, envíos de paquetes, envíos exprés internacionales y apartados de correos.
Kingston se divide en varias zonas postales;
| Nombre de la zona | Área                                       |
| ----------------- | ------------------------------------------ |
| Kingston CSO      | (Central Sorting Office) Downtown Kingston |
| Kingston 1        | Port Royal                                 |
| Kingston 2        | Windward Road                              |
| Kingston 3        | Vineyard Town                              |
| Kingston 4        | Allman Town                                |
| Kingston 5        | Cross Roads                                |
| Kingston 6        | Liguanea                                   |
| Kingston 7        | Mona                                       |
| Kingston 8        | Constant Spring                            |
| Kingston 9        | Stony Hill                                 |
| Kingston 10       | Half-Way-Tree                              |
| Kingston 11       | Hagley Park                                |
| Kingston 12       | Jones Town                                 |
| Kingston 13       | Whitfield Town                             |
| Kingston 14       | Denham Town                                |
| Kingston 15       | Newport                                    |
| Kingston 16       | Franklyn Town                              |
| Kingston 17       | Harbour View                               |
| Kingston 19       | Meadowbridge                               |
| Kingston 20       | Western District                           |

## Instituciones

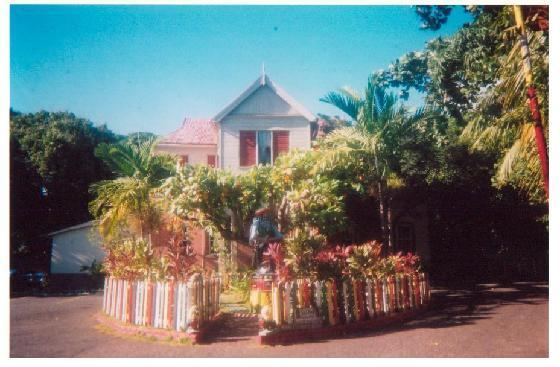
Museo Bob Marley

Como capital de Jamaica, Kingston es el centro financiero, cultural, económico e industrial del país. Muchas instituciones financieras tienen su sede en Kingston, y en la ciudad se encuentran la mayoría de hospitales, escuelas, universidades e instituciones culturales de la isla. Entre los principales puntos de interés se encuentran la Universidad de las Indias Occidentales, el museo de las Fuerzas Armadas de Jamaica y el Museo Bob Marley.

## Deporte

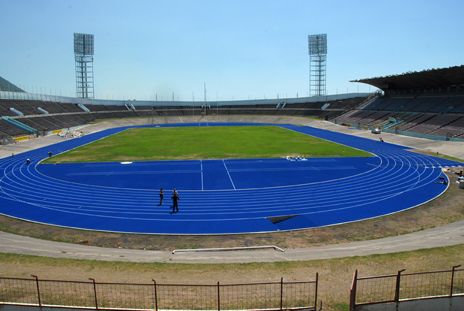
Estadio Nacional de Jamaica.

Los IX Juegos Centroamericanos y del Caribe fueron celebrados en esta ciudad en 1962. Igualmente recibió los Juegos de la Mancomunidad de 1966, siendo los primeros y hasta ahora los únicos organizados en el Caribe. Para estos eventos se construyó el Independence Park, un complejo deportivo inaugurado en 1962 con inmuebles para una multitud de disciplinas. Dentro de ellos se destaca el Estadio Nacional, que cuenta con la infraestructura necesaria para competencias de atletismo y además es la casa de la selección de fútbol de Jamaica, y con una capacidad para 35 000 espectadores, es el recinto más grande del Caribe. Algunos otros estadios en Kingston, utilizados principalmente para partidos de fútbol, son el Harbour View Stadium, el Railway Oval, el Emmett Park y el Anthony Spaulding Sports Complex.
En el fútbol, varios equipos que compiten en la Liga Premier Nacional de Jamaica y sus divisiones inferiores son originarios de Kingston. Los principales son el Arnett Gardens, el Boys' Town FC, el Cavalier FC, el Harbour View FC, el Tivoli Gardens FC y el Waterhouse FC. Hasta la temporada de 2013, el más exitoso de ellos a nivel local era el Tivoli Gardens FC, con cinco títulos de liga, mientras que a nivel internacional destacaba el Harbour View FC por sus dos títulos en el Campeonato de Clubes de la CFU.
El Sabina Park, construido en 1930, es el principal estadio para la práctica del críquet. Es el campo del Kingston Cricket Club de la Jamaican Super Cricket League, y cuenta con una capacidad aproximada de 20 000 espectadores. Fue utilizado para la Copa mundial de críquet de 2007, donde Kingston fungió como sede del evento junto con otras ciudades caribeñas, como parte de las Indias Occidentales. Los Jamaica Tallawahs son el equipo de críquet que representa al país en la Caribbean Premier League de las Indias Occidentales, disputando sus encuentros también en el Sabina Park.
| Predecesor: Caracas | Ciudad Centroamericana y Caribeña 1962 | Sucesor: San Juan  |
| Predecesor: Perth   | Ciudad de la Mancomunidad 1966         | Sucesor: Edimburgo |

## Monumentos y lugares de interés
Algunos de los lugares de interés dentro de Kingston son los siguientes:
- Aeropuerto Internacional Norman Manley
- National Gallery
- Teatro de Ward
- Banco de Jamaica
- Casa de Gordon
- Mercado de la Coronación
- Parque de los Héroes Nacionales
- Museo Bob Marley

## Personalidades de Kingston
- Yendi Phillips, Reina de belleza jamaicana que más lejos ha llegado, en Miss Universo 2010, siendo primera finalista (segundo lugar)
- Kaci Fennell, Segunda reina de belleza que más lejos ha llegado, en Miss Universo 2014, siendo cuarta finalista.
- Philip Akin, actor canadiense
- Raheem Sterling, futbolista inglés
- Eleanor Alberga, compositor británico
- Monty Alexander, pianista de jazz estadounidense
- Buju Banton o Marroon, cantante de reggae
- Burro Banton, cantante de reggae jamaicano
- John Barnes, futbolista inglés
- Aston Barrett, bajista eléctrico de reggae jamaicano (The Wailers)
- Teófilo Beckford, pianista jamaicano
- Billy Boyo, cazatalentos y discjockey, creador de la primera sala de espectáculos de reggae en la ciudad
- Lloyd Brevett, músico jamaicano
- Cedric Brooks, músico jamaicano
- Roy Burrowes, músico de jazz
- Prince Buster, cantante de ska jamaicano
- Barry Chevannes, sociólogo y antropólogo social jamaicano
- Cocoa Tea, productor y cantante de reggae
- Carolyn Cooper, especialista en estudios culturales de Jamaica
- Frederic Hymen Cowen, compositor y director de orquesta inglés
- Desmond Dekker, cantante de reggae jamaicano
- Chaka Demus, grupo musical
- Clemente Dodd, productor jamaicano
- Don Drummond, un miembro de la formación original de los Skatalites
- Sly Dunbar, baterista y productor jamaicano
- Patrick Ewing, jugador de baloncesto estadounidense
- Sandra Farmer-Patrick, atleta olímpica
- Shelly-Ann Fraser-Pryce, atleta de pista y campo
- Papá Freddy, músico jamaicano
- Carolyn Gomes, ganador de un Premio de Derechos Humanos de las Naciones Unidas en 2008
- Coleridge Goode, bajista de jazz británico
- Marcia Griffiths, cantante jamaicano
- Stuart Hall, sociólogo británico que se especializa en estudios culturales
- Bernard Harvey, pianista, tecladista y organista jamaicano
- Barrington Irving, piloto estadounidense
- Gregory Isaacs, cantante de reggae jamaicano
- Simeon Jackson, jugador canadiense de fútbol
- Vybz Kartel, músico, artista y productor
- Bounty Killer, productor, discjockey y cantante de reggae
- Edward Lucie-Smith, poeta, periodista e historiador del arte
- Harold McNair, cantante y músico de jazz jamaicano (calipso)
- Lee Boyd Malvo, asesino en serie
- Beenie Man, músico jamaicano
- Elephant Man, productor, discjockey y cantante de reggae
- Damian Marley, músico de reggae jamaicano
- Ziggy Marley, músico de reggae jamaicano y compositor
- Mavado (cantante), artista y productor jamaicano
- Michael Meeks, jugador de baloncesto canadiense
- Lennox Miller, atleta de pista y campo jamaicana
- Judy Mowatt, cantante jamaicano
- Gladys Palmer, cantante de reggae y R&B
- Sean Paul, productor jamaicano y artista del reggae
- Donald Quarrie, velocista jamaicano y campeón olímpico
- Junior Reid, músico de reggae jamaicano
- Sanya Richards, atleta y campeón olímpico jamaicano
- Rico Rodríguez, trombonista y compositor jamaicano
- Shaggy, músico de reggae
- Robert Shakespeare, bajista y tecladista jamaicano
- Madge Sinclair, actriz jamaicana y norteamericana
- Busy Signal, artista y productor jamaicano
- Kerron Stewart, atleta de campo y pista jamaicano
- King Tubby, productor e ingeniero de sonido de reggae, que influyó en Dub Mr. Vegas, cantante de reggae, productor y discjockey
- Bunny Wailer, músico de reggae jamaicano
- Willard Blanco, cantante de ópera
- Dicoy Williams, jugador de fútbol jamaicano
- Wayne Wonder, artista de reggae y R&B
- Yellowman, productor y discjockey

## Ciudades hermanadas
- Miami, Estados Unidos[19]
- Kalamazoo, Estados Unidos
- Arequipa, Perú
- Coventry, Reino Unido
- Guadalajara, México
- Shenzhen, China
- Buenos Aires, Argentina

| Predecesor: Bogotá | Sede de las Sesiones del Comité del Patrimonio cultural inmaterial de la Humanidad 2020 | Sucesor: París |